# Slettestrand
Slettestrand er et tidligere fiskerleje beliggende i Jammerbugten ved østenden af Svinkløv Klitplantage i Hjortdal Sogn, Jammerbugt Kommune, knap 10 km nordvest for Fjerritslev i det tidligere Vester Han Herred. 

I dag er Slettestrand en turistby med hoteller, pensionater, restauranter og sommerhuse, og fra Slettestrand begynder den 20 km lange mountainbikerute til Svinkløv Klitplantage, som er blandt Danmarks ti bedste mountainbikeruter .

## Skudehandel og fiskeri
Fra engang i 1500-tallet blev der etableret skudefart mellem bl.a. Slettestrand og Sydnorge: Fra byerne i Jammerbugten blev der sejlet primært landbrugsprodukter til Norge, og skibene tog bl.a. træ og jern med retur. Der blev ikke kun handlet - der blev også skabt gode relationer. Omkring år 1900 sluttede skudefarten til Norge.
Fiskeriet blev derefter et vigtigt erhverv også i Slettestrand - det sluttede i 1999, da den sidste båd flyttede til Hanstholm. Umiddelbart efter fik en gruppe frivillige i Jammerbugten dannet foreningen Han Herred Havbåde - her sættes garn i Vesterhavet, og foreningen har også lavet et formidlingscenter og et bådebyggeri. Han Herred Havbåde er en aktiv del af den nordiske klinkbygningstradition fra dengang, hvor vikingeskibet blev afløst af middelalderskibet - og foreningens klinkbygningsarbejde er på UNESCOs lister over levende kultur. 